# カール・アドルフ・フォン・バセドウ
カール・アドルフ・フォン・バセドウ（独: Carl Adolph von Basedow ドイツ語発音: [kaɐl ˈaːdɔlf fɔn ˈbaːzədo]、1799年3月28日 - 1854年4月11日）はドイツの医師。バセドウ病の発見者として知られる。

## 略歴
ドイツのデッサウに生まれ、マルティン・ルター大学ハレ・ヴィッテンベルクを卒業。1822年にメルゼブルクに診療所を開き、若くして結婚、町の医局長となり、その活動に半生を捧げた。1840年には後にバセドウ病と呼ばれることになる症例を報告。晩年、解剖中に紅斑熱に感染し、1854年、息を引き取った。

## 業績
バセドウ昏睡（甲状腺昏睡）、バセドウ眼症、バセドウ病（メルゼブルク三徴: 甲状腺腫大、眼球突出、頻脈）の3つの症例報告が著名である。病名「バセドウ病」は、ゲオルグ・ヒルシュ著『Klinische Fragmente』による。

## 関連資料
本文の典拠ではない資料。発行年順。
- 二宮陸雄「バセドウのメルゼブルク3徴候」『医学史探訪 : 医学を変えた100人』日経BP社、1999年、146頁。全国書誌番号:20045366。
- 戸塚康男「バセドウ病」山口和克（監修）『病気の地図帳』講談社、2000年。42頁。全国書誌番号:20119106。

洋書
- Oehme, Johannes. "Pädiatrie im 18. Jahrhundert". Sudhoffs Archiv. 72, Franz Steiner Verlag, 1988, pp.83-97. doi:10.2307/24573305, ISSN 0025-8431. 18世紀の小児科。
- Basedow, Carl Adolph von. 1999. "Morbus Basedow: Henning-Symposium anläßlich des 200." Geburtstages von Carl Adolph von Basedow, Weimar, 16. - 17. April 1999. イェーナ: Urban & Fischer. OCLC 245937281. ; Meng, Wieland ; R. Ziegler, R.（編）予稿集。バセドウ病：カール・アドルフ・フォン・バセドウ生誕200周年記念ヘニング・シンポジウム。ワイマール、1999年4月16-17日。
  - 同単行本。Basedow, Carl Adolph von. 2004. Henning-Symposium anlässlich des 150. Todestages von Carl Adolph von Basedow "Fortschritte auf dem Gebiet der Schilddrüsenerkrankungen" vom 7.-8. Mai 2004 in Merseburg. イェーナ: エルゼビア.　Wieland Meng（編）OCLC 249159367.『カール・アドルフ・フォン・バセドウ没後150周年記念ヘニング・シンポジウム「甲状腺疾患の分野における進歩」7-8』。 メルゼブルク、2004年5月。
- PolianskiIgor, J. Polianski. "Nachlese". Medizinhistorisches Journal. 49 (1/2), Franz Steiner Verlag, 2014, pp.191-194. 特集：1945年以降のドイツの病理学。